# Abena
Abena — торговая марка, выпускающая под этим брендом урологические средства для взрослых и детские подгузники.

## История
Компания Abena была создана Йенсом Терп-Нильсен из Дании в 1953 году. На данный момент её возглавляет его сын – Пребен Терп-Нильсен, а внуки - Суне и Нанна – руководят региональными представительствами компании.
Торговая марка специализируется на производстве и продаже гигиенических впитывающих изделий и профессиональных средств по уходу за кожей для людей, страдающих от инконтиненции (недержания мочи).
Abena, совместно с MediSens (американской компанией из Силиконовой долины), выпустила первый в мире интеллектуальный подгузник - Abena Nova. Инвестиции в этот продукт составили 160-170 млн датских крон, что является самой крупной суммой, которую Abena когда-либо вкладывала в свой продукт.
В 2014 году были построены новые склады в Польше, после чего обороты компании достигли больше 3 млрд. датских крон.
В 2015 году была поставлена цель на оборот более 4 млрд датских крон. И вот, за один год компания успела открыть 2 склада в Обенро, общей площадью 21 тыс. м². В этом же году семья  Пребена Терп-Нильсен попала в список Forbes на 28 место (по Дании).
В 2016 году Abena выиграла крупный государственный тендер в Дании (1,2 млрд датских крон), благодаря которому 80 из 98 датских городов теперь получают продукцию Abena.